# Joplin (Missouri)
Joplin è una città degli Stati Uniti d'America, nello Stato del Missouri.
È localizzata tra le Contea di Jasper e Contea di Newton. Al 2007 possedeva una popolazione di 49 100 abitanti.
Il 22 maggio 2011 la città di Joplin è stata colpita da un violento tornado che ha provocato innumerevoli danni e diverse vittime.